# Ograzhden
Ograzhden (Bulgaars: Огражден) is een gebergte in het zuidwesten van Bulgarije en het zuidoosten van Noord-Macedonië. De hoogste top van het gebergte is de Ograzhdenets (Огражденец) in Noord-Macedonië met 1.744 m en het hoogste punt in Bulgarije is de Bilska Chuka (Билска чука) met 1.644 m.

## Geografie
Ograzhden maakt deel uit van de berggroep Belasitsa-Osogovo. In het noorden wordt het door de vallei van de rivier Lebnitsa (rechter zijrivier van de Strymon) gescheiden van de berg Maleshevo; en in het zuidwesten, zuiden en zuidoosten dalen de hellingen steil af naar de valleien van Strumitsa en Sandanski-Petrich, ten noorden van de bergketen Belasitsa. In het westen wordt het van de Dragolevska berg gescheiden door de vallei van de rivier Turia (linker zijrivier van de Strumeshnitsa). Ten oosten van de Struma rivier ligt het Pirin gebergte. De hoofdkam van Ograzhden strekt zich uit van west naar oost over een lengte van ongeveer 50 km en is 17 km breed.
De hoofdbergrug is breed en vlak met een gemiddelde hoogte van 1.200 m en wordt geflankeerd door een aantal secundaire bergruggen. De hoogste top van het gebergte is de Ograzhdenets met 1.744 m, gelegen in Noord-Macedonië, ongeveer 3 km ten westen van de grens. In het Bulgaarse deel is de hoogste top de Bilska Chuka met 1.644 m, ongeveer 2 km ten noorden van het dorp Baskaltsi. Ten oostzuidoosten van de top verheft zich de top Markovi Kladentsi (1523 m) met een panoramisch uitzicht in alle richtingen. Andere toppen zijn: Golak (1639 m), Muratov Vrah (1398 m) en Kukovski Chukar (1233 m).
Ograzhden wordt gevormd door gebroken metamorf gesteente, gneis en verschillende soorten schisten, die gemakkelijk onderhevig zijn aan verwering en erosie. Aan de zuidelijke uitlopers zijn er deluviale afzettingen met een dikte van 10-20 m.

## Klimaat en water
De berg heeft een mediterraan overgangsklimaat. Het hele grondgebied valt in het stroomgebied van de rivier Strymon. De noordelijke hellingen worden gedraineerd door kleine en korte rechter zijrivieren van de rivier Lebnitsa; de oostelijke door stromen die rechtstreeks in de Strymon uitmonden; en de zuidelijke en westelijke worden gedraineerd door linker zijrivieren van de rivier Strumeshnitsa.

## Galerij

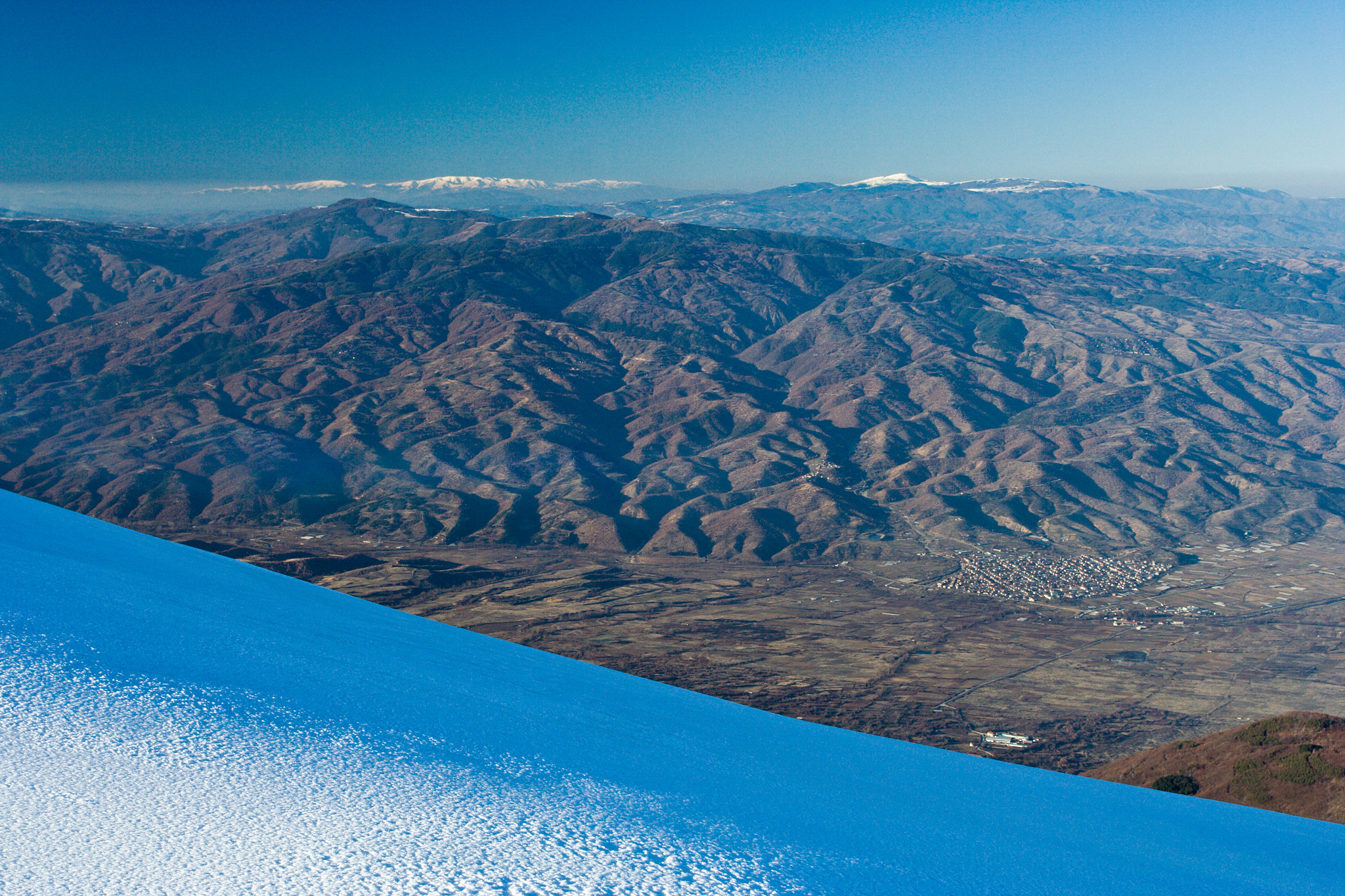
Zicht op Ograzhden vanaf Belasitsa, Bulgarije
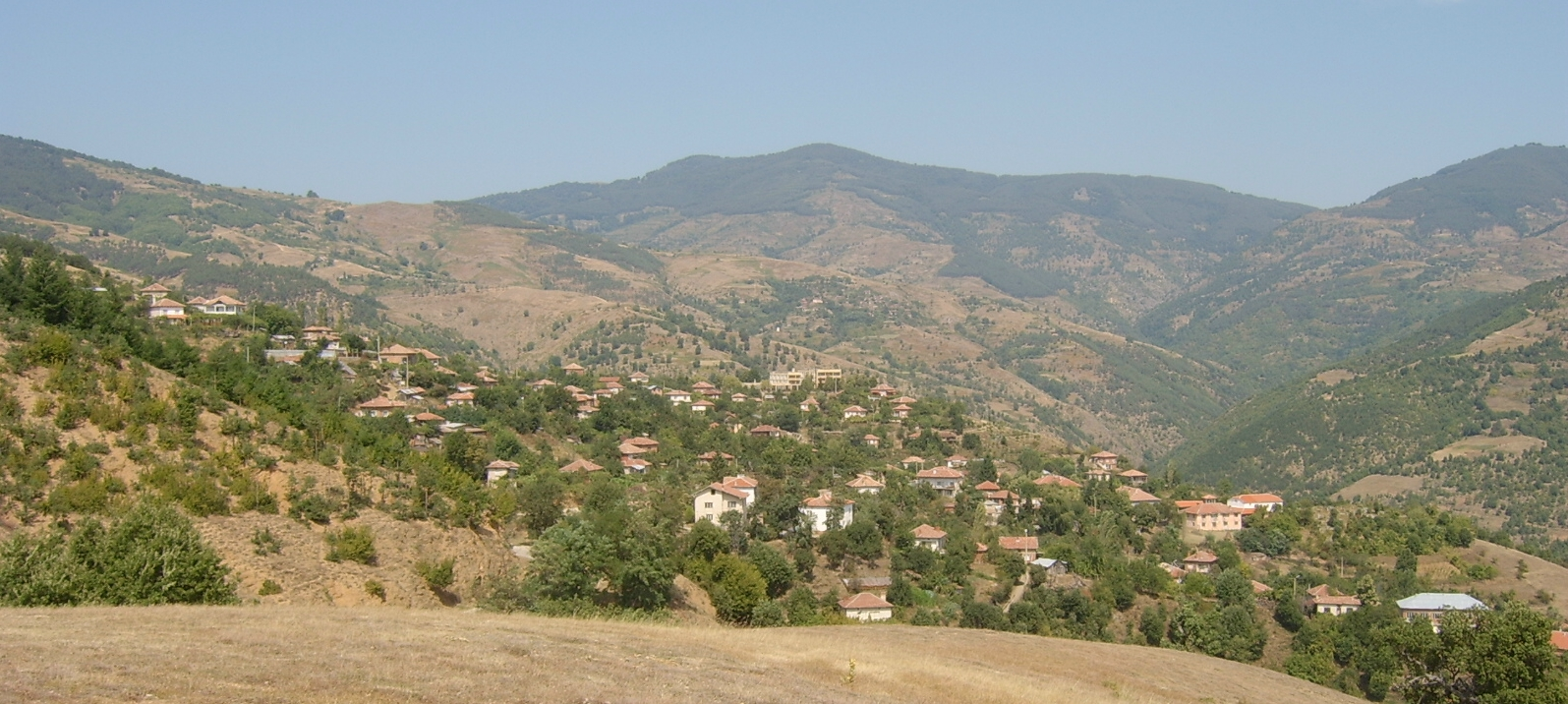
Het dorp Gega in Ograzhden
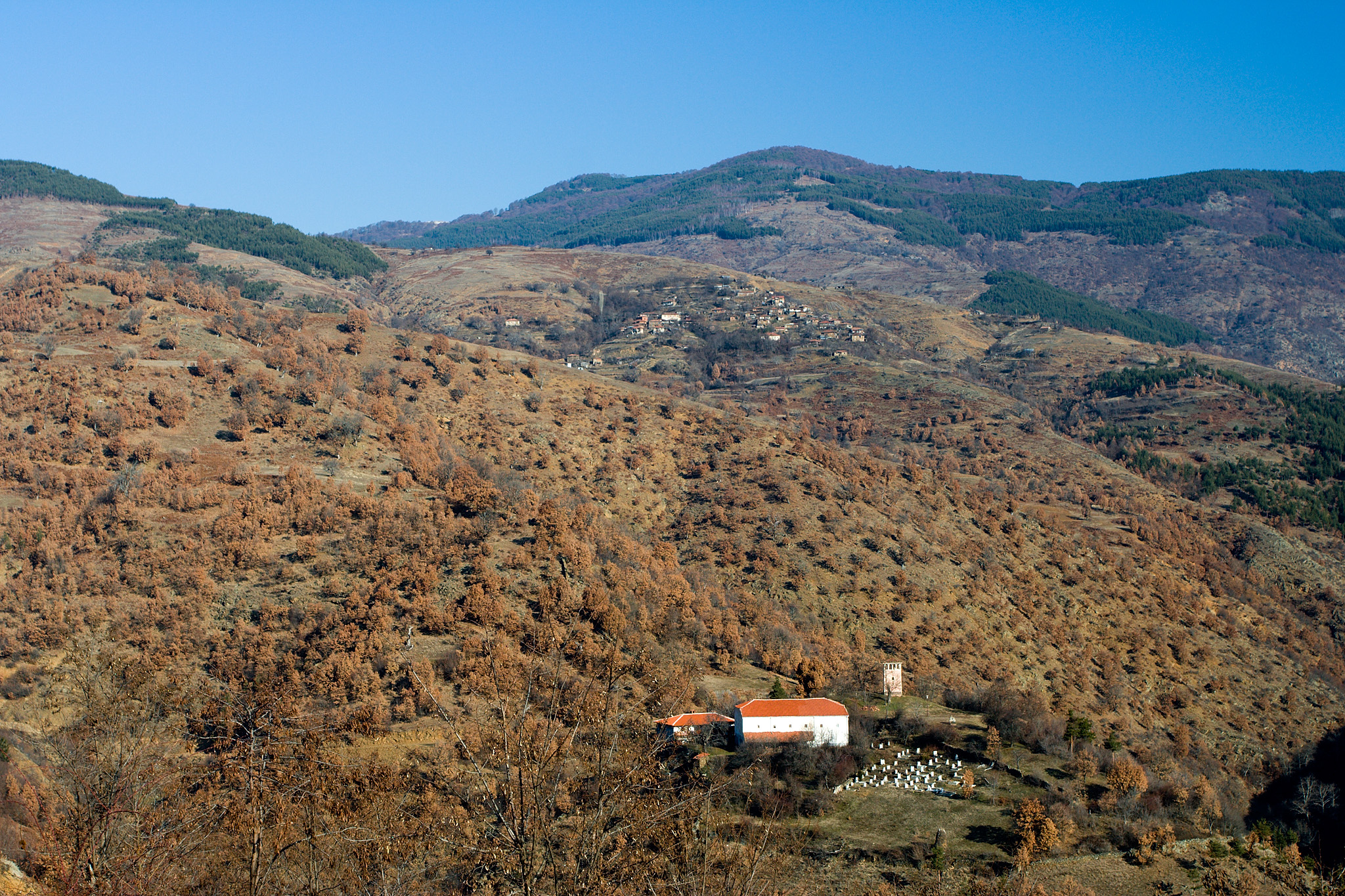
Het klooster Churilovo in Ograzhden, Bulgarije
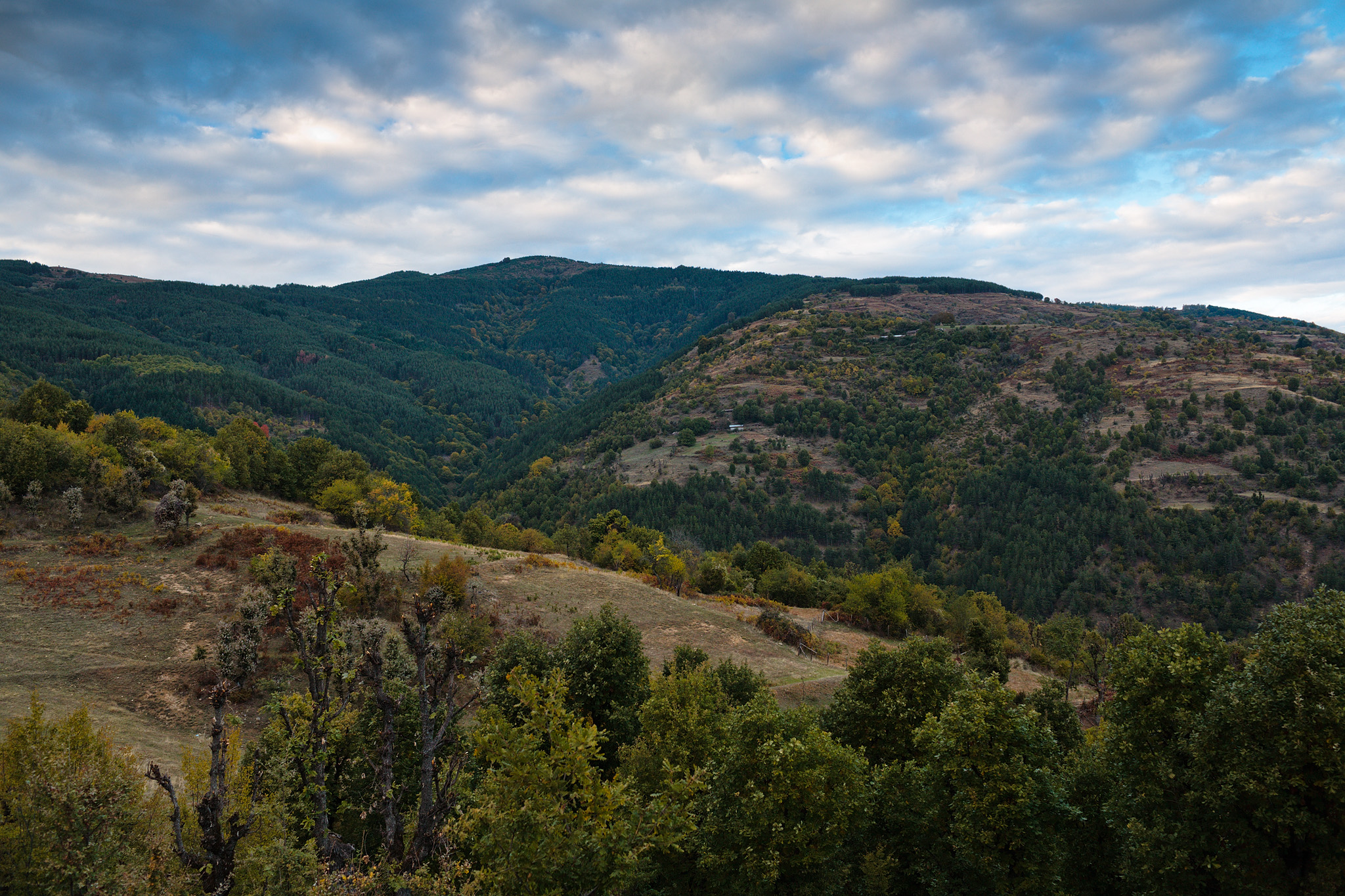
Markovi Kladentsi, Bulgarije